# Metarhizium anisopliae
Metarhizium anisopliae, anteriormente conhecido como Entomophthora anisopliae (basiónimo), é um fungo que cresce naturalmente em solos de todo o mundo, causador de doença em várias espécies de insectos os quais parasita. Desde há muito tempo que se reconhece que muitos isolados são específicos, tendo-lhes sido atribuído estatuto de variedade, mas foram recentemente classificados como novas espécies de Metarhizium, como M. anisopliae, M. majus e M. acridum (antes M. anisopliae var. acridum e incluindo os isolados usados no controlo de gafanhotos). Metarhizium taii estava incluído em M. anisopliae var. anisopliae, mas foi agora descrito como um sinónimo de M. guizhouense (ver Metarhizium).

## Patogenicidade em insectos
A doença causada por este fungo é frequentemente designada doença da muscardina verde devido à cor verde dos seus esporos. Quando estes esporos assexuados (chamados conídios) do fungo entram em contacto com o corpo de um insecto hospedeiro, germinam e as hifas que emergem penetram a cutícula. O fungo passa então a desenvolver-se no interior do corpo do hospedeiro, eventualmente matando o insecto ao fim de alguns dias; este efeito letal é muito provavelmente auxiliado pela produção de péptidos cíclicos insecticidas (destruxinas). A cutícula do cadáver torna-se frequentemente vermelha. Se a humidade ambiente for suficientemente alta, desenvolve-se sobre o cadáver um bolor branco, o qual rapidamente se torna verde à medida que são produzidos esporos. A maioria dos insectos que vivem próximo do solo desenvolveram defesas naturais contra fungos entomopatogénicos como M. anisopliae. Este fungo está assim envolvido numa batalha evolutiva para vencer estas defesas, o que levou ao aparecimento de numerosas estirpes adaptadas a certos grupos de insectos. Sabe-se que pode infectar mais de 200 espécies de pragas de insectos, incluindo térmitas.

## Taxonomia
Ilya I. Mechnikov nomeou este fungo Metarhizium anisopliae após a espécie de insecto da qual foi originalmente isolado: o escaravelho Anisoplia austriaca. Trata-se de um fungo mitospórico com reprodução assexuada, anteriormente classificado na classe Hyphomycetes do filo Deuteromycota. Deuteromycota era utilizado para agrupar todos os fungos sem estágio sexuado (teleomorfo) conhecido. Não é, portanto, um verdaeiro taxon no sentido clássico.

## Aplicações
É actualmente usado como insecticida biológico para controlar várias pragas, como térmitas, tripes, etc., e o seu uso no controlo de mosquitos transmissores de malária encontra-se em estudo.
M. anisopliae não parece infectar humanos ou outros animais, sendo considerado seguro como insecticida. Os esporos microscópicos são geralmente dispersados sobre as áreas afectadas. Uma possível técnica de controlo da malária é revestir redes mosquiteiras ou panos de algodão pendurados das paredes com os esporos.
Am Agosto de 2007, uma equipa do Indian Institute of Chemical Technology descobriu um modo mais eficiente de produção de biodiesel que utiliza lipase, uma enzima produzida em grande quantidade por Metarhizium anisopliae; ao contrário de outras reacções que requerem calor de forma a serem activadas, a reacção que utiliza a lipase, ocorre a temperatura ambiente. O fungo é agora um candidato para utilização na produção em massa desta enzima.